# Béatrice de Camondo
Béatrice de Camondo (Parigi, 9 luglio 1894 – Oświęcim, 4 gennaio 1945) è stata una vittima della Shoah che morì nel campo di concentramento di Auschwitz.

## Biografia
Béatrice de Camondo era figlia di Moïse e di Irène Cahen d'Anvers, entrambi discendenti di famiglie di banchieri ebrei sefarditi giunti in Francia dalla Spagna tramite l'impero ottomano e la repubblica di Venezia.
Al nonno di Béatrice era stata conferita la cittadinanza italiana dal re Vittorio Emanuele II e la banca di famiglia aveva finanziato i lavori del Canale di Suez.
Suo fratello Nissim, pilota, morì in azione nel 1917 durante la prima guerra mondiale.
Esperta cavallerizza, partecipò a numerosi concorsi ippici di alto livello.
Nel 1918 Béatrice sposò il compositore Léon Reinach, ebreo ashkenazita, con cui ebbe due figli, Fanny e Bertrand.
Alla morte di Moïse nel 1935 ereditò un ingente capitale fatta eccezione per il palazzo familiare a Parigi, lasciato insieme alle residue collezioni al Musée des Arts Décoratifs, successivamente ribattezzato Museo Nissim de Camondo in onore del figlio.
A dicembre 1942 Béatrice e la figlia Fanny furono arrestate a Parigi dai nazisti.
Il marito Léon, che tentò di fuggire con Bertrand in Spagna, fu arrestato a pochi chilometri dal confine.
Tutta la famiglia fu detenuta nel campo di internamento di Drancy; il marito e i figli di Béatrice furono deportati ad Auschwitz, in Polonia, il 20 novembre 1943; analoga sorte toccò anche a lei il 4 marzo 1944; nessun membro della famiglia sopravvisse.
Béatrice de Camondo fece parte del gruppo di vittime assassinate il 4 gennaio 1945.

## Letteratura d’approfondimento
- (FR) Pierre Assouline, Le dernier des Camondo, Paris, Gallimard, 1997, ISBN 2-07-041051-X.
- Filippo Tuena, Le variazioni Reinach, Milano, Rizzoli, 2004, ISBN 88-17-00574-6.